# Brigitte Meissel
Brigitte Meissel  (geb. am 10. Februar 1936 in Berlin) ist eine deutsche Schriftstellerin, Bibliothekarin und Herausgeberin. Seit ihrem 9. Lebensjahr lebt sie in Österreich. Meissel hat sich in unterschiedlichen Zusammenhängen mit dem Thema Kinder- und Jugendliteratur befasst. Kennzeichnend für ihre Biografie ist ihr Engagement für die Ethnie El Molo in Kenia.

## Leben
Brigitte Meissel wurde als Tochter eines Steirers und einer Deutschen in Berlin geboren. Während des Zweiten Weltkriegs flüchtete sie im Alter von neun Jahren mit ihrer Mutter vor dem Bombenkrieg von Berlin nach Feldbach in der Oststeiermark. Unterkunft fanden Mutter und Tochter bei der Großmutter, die dort ein Zimmer bewohnte. Ihr Vater, der 1945 aus der Kriegsgefangenschaft entlassen wurde, zog ebenfalls in dies Domizil.
Brigitte Meissel absolvierte eine Ausbildung zur Volksbibliothekarin und Buchhändlerin und wirkte als Büchereileiterin. Von 1980 bis 1986 war sie Fachfrau für Kinderliteratur im ersten Kinderbuchladen in Wien. Sie schloss eine Weiterbildung am Pädagogischen Institut der Stadt Wien ab und erhielt dort einen Lehrauftrag im Arbeitskreis Bilderbuch. Ebenso war sie in der Kindergärtnerinnenfortbildung tätig; Von 1974 bis 1988 war sie Mitglied der Leitung der Kommission für Kinder- und Jugendliteratur beim BMUK. Zum Thema Kinderliteratur initiierte sie Arbeitskreise für Kindergärtnerinnen, hielt Elternabende ab und veranstaltete Lesungen. Bezogen auf Kinder- und Jugendliteratur hielt sie Vorträge zu Umweltthemen, Friedenserziehung, fremde Länder, Religion, Krankheit und Tod.
Mit ihrem zweiten Ehepartner, dem Autor Wilhelm Meissel, kreierte sie in Kenia  ein Volksschulhilfsprojekt.am Lake Turkana für das kleinste afrikanische, noch steinzeitlich organisierte Volk der EL MOLO. Im Jahr 1985 konnte die erste Schulbaracke für 22 Kinder eröffnet werden. Mittlerweile ist daraus eine Schule für circa 340 Kinder entstanden, die sich auf acht Jahrgangsstufen verteilen. Die Errichtung der Schule und den Betrieb bestritt das Ehepaar aus eigenen Mitteln und Spenden. Nach dem Tod ihres Ehepartners führte Brigitte Meissel die Betreuung des Projekts fort. In Zusammenarbeit mit dem Institut für Silikattechnik des TGM Wien, initiierte Brigitte Meissel ein Pflanzprojekt in der kleinen Oase Loiyangalan am Südufer des Lake Turkana, um den Kindern die Möglichkeit zu geben, Früchte nicht nur aus Schulbüchern zu erfahren, sondern sie auch geschmacklich zu erleben. Ihre Erfahrungen mit diesen Projekten und den Menschen am Lake Turkana verarbeite Meissel in dem Buch Weshalb Kaayo schwieg.
Brigittes Meissels Schwerpunkt als Autorin liegt auf Kinder- und Jugendliteratur. Sie hat jedoch auch Reiseberichte und Erzählungen verfasst. Auch ist sie als Herausgeberin in Erscheinung getreten.

## Blick von außen
Josephine Hirsch rezensierte in der Furche das Kinderbuch HIMMEL UND ZWIRN. U-Bahn-Geschichten von Wolfi und Oma. Das Buch ist in mehrere Kurzgeschichten gegliedert, die von Abenteuern erzählen, die der achtjährige Wolfi mit seiner Oma in der U-Bahn erlebt. Da seine Oma sich überall einmischt und ihren Mitfahrgästen offen begegnet und dabei auch große Hilfsbereitschaft zeigt, kommt Wolfi des Öfteren verspätet in den Unterricht. Dafür lernt er jedoch im Zusammensein mit seiner Oma den Sinn von Begriffen wie Zivilcourage, Initiative, aktiv, oder diskret. Josephine Hirsch beschreibt die Erzählweise als lebensnah und warmherzig. Auch merkt man den Geschichten an, dass sie durch eigene Erlebnisse der Autorin inspiriert sind.
Das Buch Weshalb Kaayo schwieg wird im literarischen Zaunkönig all jenen angeraten, denen eine Expedition zu den El Molo als zu beschwerlich erscheint. Die Lektüre des Buches werde ihnen selbst zum Erlebnis.
Im Buch Kaleidoskop meines Lebens fasst die 85-jährige Autorin ihre prägenden Erfahrungen zusammen und reflektiert sie poetisch. Insbesondere geht sie auf die Zeit ihrer ersten Ehe ein, die Befreiung hieraus um dann den Bogen zu ihrem Engagement in Afrika zu spannen und schließlich auf ihr Erleben des Alterns zu sprechen zu kommen. Elisabeth Schawerda, die das Vorwort zu dem Buch schrieb, merkt an: Die Vergangenheit wird in die Gegenwart gehoben so frisch und aufrichtig, dass wir immer mehr von diesem Leben zu erfahren wünschen.

## Publikationen (Auswahl)

### Monografien
- HIMMEL UND ZWIRN. U-Bahn-Geschichten von Wolfi und Oma. Verlag St. Gabriel, 1989. ISBN 978-3-85264-323-6
- Träum nicht schon wieder, Lisa!: Dt. Taschenbuch-Verlag München, 1991. ISBN 978-3-423-70235-5
- Weshalb Kaayo schwieg. Wahre Begebenheiten aus Ostafrika. Wolfgang Hager Verlag, Stolzalpe 2016.  ISBN 978-3-903111-05-9
- Damals auf Rhodos …: Liebeserklärung an eine Insel. (Reisebericht)  Wolfgang Hager Verlag, Stolzalpe 2017.  ISBN 978-3-903111-28-8
- Kaleidoskop (m)eines Lebens Erlebtes und Erdachtes Edition Doppelpunkt in der Erika Mitterer Gesellschaft; Wien 2021. ISBN 978-3-85273-226-8

### Herausgaben
- Das Loch im Verstand: unheimliche Geschichten und seltsame Erzählungen (mit Wilhelm Meissel), Herder Verlag Wien 1990, ISBN 978-3-210-24980-3
- Weihnachten fängt vorher an: neue Geschichten u. Gedichte quer durch den Advent (mit Wilhelm Meissel), Herder Verlag Wien, Freiburg (Breisgau), Basel 1987, ISBN 978-3-210-24858-5

## Belege
1. 1 2  Angela Lahrmann: Brigitte Meissel
Kaleidoskop (m)eines Lebens
Erlebtes und Erdachtes. In: Erika Mitterer Gesellschaft (Hrsg.): Der literarische Zaunkönig. Band 1/21. Wien 2021, S. 64.
2. 1 2  Meissel Brigitte – biografiA. Abgerufen am 7. November 2024.
3. 1 2  E. P: Brigitte Meissel
Weshalb Kaayo schwieg
Wahre Begebenheiten aus Ostafrika. In: Erika Mitterer Gesellschaft (Hrsg.): Der literarische Zaunkönig. Band 2/2016. Wien 2016, S. 40–41.
4. ↑  Josephine Hirsch: Oma mischt sich in alles ein. Hrsg.: Die Furche, literarische Rundschau. 14. Dezember 1989, S. 14.

| Personendaten    | Personendaten             |
| ---------------- | ------------------------- |
| NAME             | Meissel, Brigitte         |
| KURZBESCHREIBUNG | deutsche Schriftstellerin |
| GEBURTSDATUM     | 10. Februar 1936          |
| GEBURTSORT       | Berlin                    |